# バート・ネンドルフ
バート・ネンドルフ (ドイツ語: Bad Nenndorf) は、ドイツ連邦共和国ニーダーザクセン州シャウムブルク郡ザムトゲマインデ・ネンドルフに属す市である。

## 地理

### 位置
バート・ネンドルフは、ダイスター山の北辺、シュタインフーデ湖の南 15 km に位置する。ヴェーザー川とライネ川との間の中低山地から北ドイツ低地への移行部にあたり、近隣都市としてはズートフェルト、バルジングハウゼン、ローデンベルク、ベッケドルフに囲まれ、ハノーファーからは西 26 km の位置である。

### 市の構成
バート・ネンドルフ市は、中核市区のバート・ネンドルフとヴァルトリングハウゼン、ホルステン、リーペンの各市区からなる。

## 歴史
ダイスター山北西の集落はおそらく9世紀初めに創設されたもので、936年のコルヴァイ修道院の史料に「Nyanthorpe」（「新しい村」の意）として初めて記録されている。
1136年に教会が建設され、1150年には「Niendorpe」という名で記録されている。この集落は、1311年にシャウムブルク伯の所領となった。さらに集落の南西に小さな集落が建設され、人々はこの2つの集落を「グロース・ネンドルフ」と「クライン・ネンドルフ」として呼び分けていた。現在の市域内に建設されたもう一つの集落「Densinghausen」は、三十年戦争の時代に廃村となった。1647年のシャウムブルク伯領分割後、ネンドルフはヘッセン＝カッセル方伯領に属した。
1546年に初めて「Dübelsdreck」という名で記録されたグロース・ネンドルフとクライン・ネンドルフとの間にある硫黄泉源の効能は、後に地域住民が薬湯として用いるようになった。
ヘッセン＝カッセル方伯フリードリヒ2世の命令により、リンテルン大学の医学的研究がなされた。ヴィルヘルム9世方伯は1786年に硫黄泉源の価値を理解し、翌1787年には宮廷建築家シモン・ルイ・ド・リーの総合計画に基づいて温泉施設やクアパークを有する「グーツベツィルク・ネンドルフ」を建設した。初代の温泉医長はリンテルン大学の医学部教授シュレーター医師で、彼はその著作でこの新しい温泉を有名にした。
この硫黄泉はヨーロッパで最も強いものの一つであり、リウマチ、痛風や皮膚病に大きな効果がある。ネンドルフはドイツの一流の薬湯の一つとなった。1806年に方伯は「シュレスヒェン」（ロッジ）とよばれる古典主義建築の夏の居館を建設し、その子孫達は数多いネンドルフでの滞在の際にこの居館で過ごした。1866年にバート・ネンドルフはプロイセン王国の国定温泉となり、ベルリンからの経済援助を受けて一層発展した。
この街の発展には、その地理上の位置も大変に有利に働いた。バート・ネンドルフが位置するドイツ中低山地の北辺地方は何世紀も前からライン＝エルベを結ぶ通商・軍事道路として利用されており、この街は鉄道（1847年にハステまで、1872年にネンドルフまで開通）、ミッテルラント運河（1916年に開通、ハステを通る）、アウトバーン（1939年開通）で結ばれた。
ヘッセン選帝侯時代にはすでに災害時の財産保全規則が作成されていた。1858年5月22日の選帝侯領のリンテルン統治委員会規則によれば、シャウムブルク伯領の住民は火災発生時には消火活動に参加することが義務づけられていた。町長と集落代表は、予め決められた火事の目印を住民に引き渡し、多くの伝令役を割り振り、消火ポンプのある村では整然と消火するよう求められている。こうした規則に基づき、国定温泉とグロース・ネンドルフおよびクライン・ネンドルフは共同で消防団を結成した。
1880年6月6日に実質的な消火活動に関する第1回の協議が行われた。国定温泉と両ネンドルフの代表者はここで、1874年6月20日に発生した大きな旅館火災時の救援活動不足を議題に上げた。懸命な努力にもかかわらず、この建物は基礎壁に至るまで焼失した。また、1873年にはバントルファー鉱山の導水溝が決壊し、ネンドルフの半分が水に浸かったことも採り上げられた。グロース・ネンドルフと防塁との間には2つの井戸があったが、どちらも枯渇した。1880年6月6日の議論は、不十分な消火施設を国定温泉が補い、両ネンドルフ集落は消火要員を出す形で合意した。
初代の消防団長には温泉代表のマルティン・ハインリヒ・ヘックマンが選ばれ、ただちに消防団が設立され、訓練が始まった。年代記の記述によると、ヘックマンは緊張感のある秩序と軍隊式の規律を与えたのである。
1929年にグロース・ネンドルフ、クライン・ネンドルフ、グーツベツィルク・バート・ネンドルフが合併して自治体としてのバート・ネンドルフが設立された。イギリス占領軍は1945年から1947年までバート・ネンドルフに捕虜収容所を置いていた。
2000年にバート・ネンドルフに都市権が与えられた。
2005年に国定温泉の大部分がニーダーザクセン州からバート・ネンドルフ市に移譲された。しかし湯治客数の減少により国定温泉の将来は不安定なものとなった。この街は交通の便がよい美しい風景で人気の住宅地として発展している。

## 宗教
- 聖ゴーデハルディ教会組織はプロテスタント＝ルター派のグラーフシャフト・シャウムブルク教会クライスに属す。
- カトリックの聖ロザリオのマリア司祭区は、ヒルデスハイム司教区ビュッケブルク首席司祭区に属す。
- バート・ネンドルフ新使徒派教会
- バート・ネンドルフのユダヤ教組織

## 行政

### 議会
バート・ネンドルフの市議会は27議席からなる。

### 首長
バート・ネンドルフ市長は、2016年からマルリース・マティアス (CDU) が努めている。

### 姉妹都市
- ドゥドヴィル（フランス、セーヌ＝マリティーム県）
- Gdów（ポーランド、マウォポルスカ県）

## 文化と見所

### 演劇
- 「オーンドルフ・テアター」は熱心に活動しているアマチュア演劇グループである。
- 「テアターキステ・ヴァルトリングハウゼン」はユーモア劇を中心に上演している。

### 伝統
- 「ネンドルファー・ロートレッケ」は、周辺地区の多くの行事で上演している伝統舞踊団である。
- ホルステンの民族衣装舞踊団ニーンデルシェ・カウメルカースは、民族衣装舞踊上演と民俗ツアーにより文化生活を豊かにしている。

### 博物館

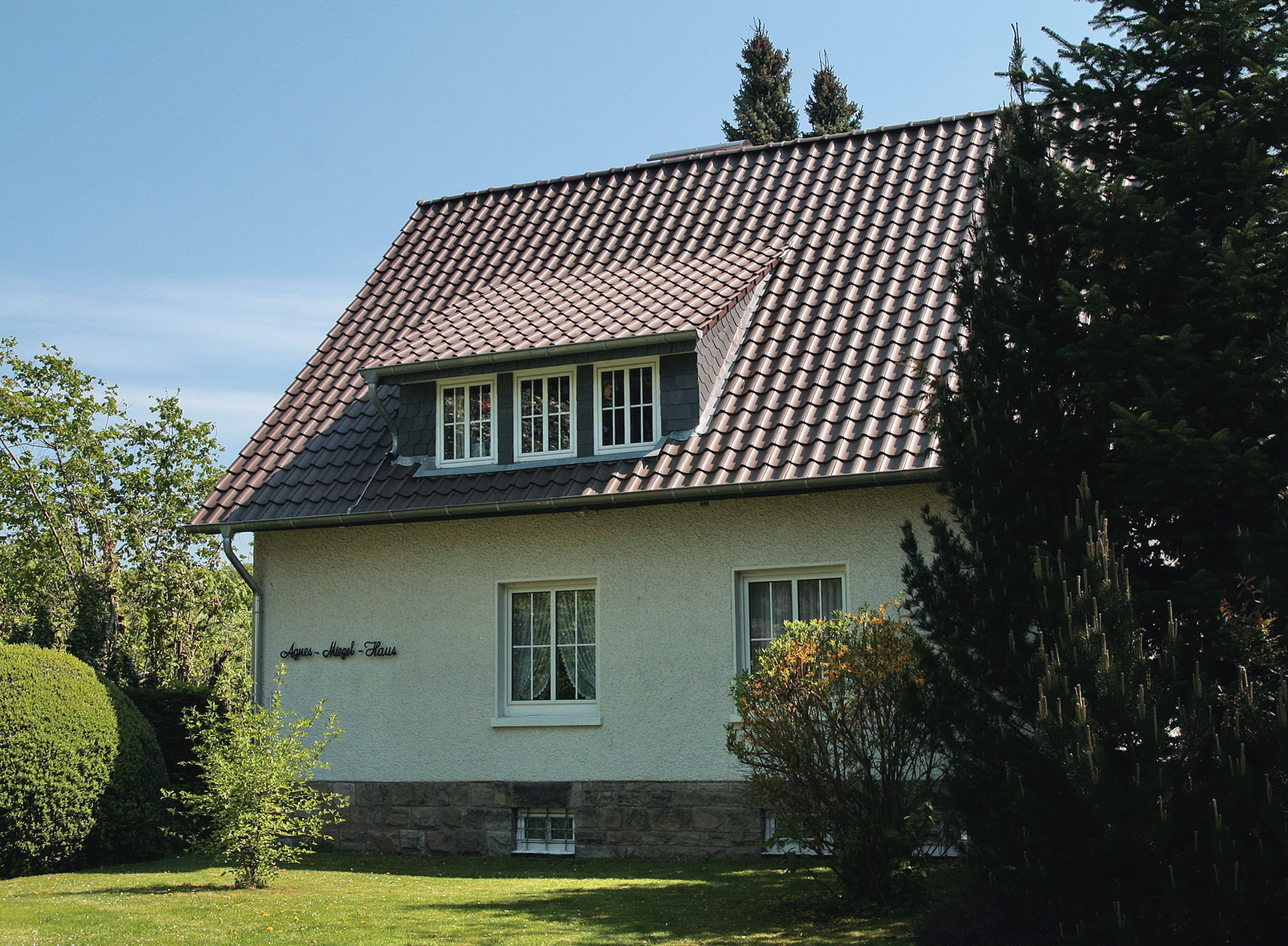
アグネス・ミーゲル・ハウス

- アグネス・ミーゲル・ハウス

### 音楽
- 「カルチャー・フォーラム」およびその下位にある「カルチャー・フォーラム＆フレンズ」は熱心に活動している優れたアーチストで、様々な音楽分野のライブ・コンサートを行っている。
- フェルディ・デルンベルク
- 「フレーリヒェ・ドゥッツント」はポピュラー音楽と民謡をレパートリーとしている。
- バート・ネンドルフ・ボーイズ（スカ＝パンク・バンド）

### 年中行事
- 6月: 市祭
- 7月: 射撃祭
- 8月: リヒターフェスト（クアパークのイルミネーション）
- 8月: リーエのポンプ祭
- 9月: ヴァルトリングハウゼンの収穫祭
- 12月: バート・ネンドルフのクアパークのクリスマスマーケット
- 12月: ヴァルトリングハウゼン鐘楼のクリスマスマーケット
- クアパーク・レース

### 建築

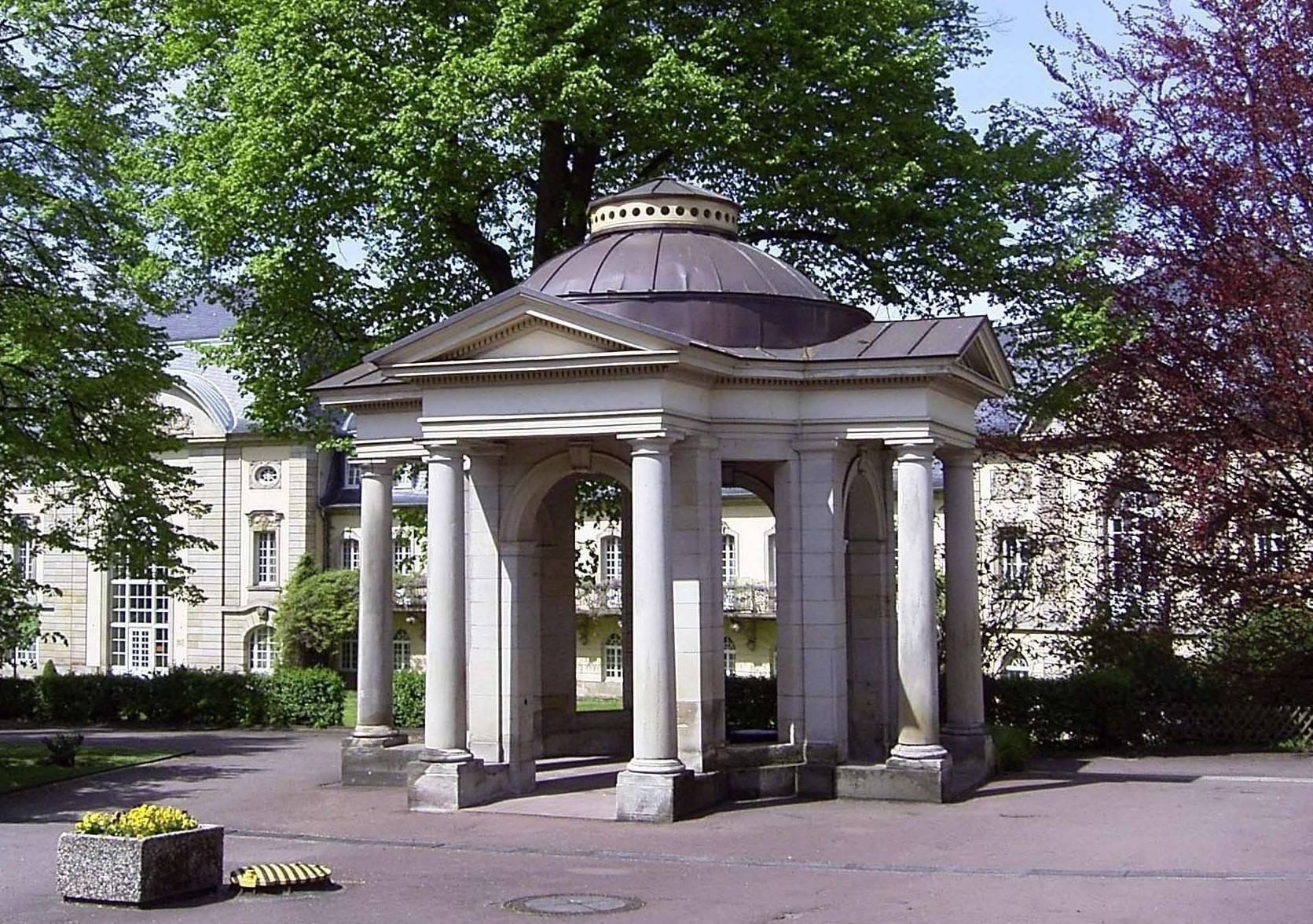
泉の四阿

- プロテスタントの聖ゴーデハルディ教会、1853年建造。
- カトリックの聖ロザリオのマリア教会、1895年建造。
- 選帝侯薬局、シャウムブルク＝リッペ伯ヴィルヘルムの狩猟の館を1790年にここに移築したもので、バート・ネンドルフで最も古い建物である。
- ホテル・エスプラナーデ、クアパークの旧浴場で、1906年建造。
- クアパークのシュレスヒェン、1806年建造。
- クアパークのカッセル館、シモン・ルイ・ドゥ・リーにより1790年から91年に建設され、1929年に増築された。
- クアパークの方伯館、シモン・ルイ・ドゥ・リーにより1791年から92年に建設され、1934年に火災に遭い、1936年に新たに建設された。
- クアパークの硫黄泉源上の泉の四阿、1842年に建造されたバート・ネンドルフの象徴的建造物である。

### 公園
- バート・ネンドルフには歴史的建造物と樹齢200年を超える古木がある広さ 34 ha の注目に値するクアパークがある。クアパークの西端には約100本の珍しいジュンテルブーヒェ（ブナの仲間）からなるドイツでは類例のない並木道がある。
- 「フォーゲルパーク・アム・クラーター」は泉源近くの小動物園である。

### 並木道
- バート・ネンドルフには2つの印象的な並木道がある。ローデンベルガー・アレーとブーヒェンアレーである。この2つの並木道は、18世紀末に「シュヴェーフェルバーデ」の拡張に伴って整備された。

## 経済と社会資本

### 交通

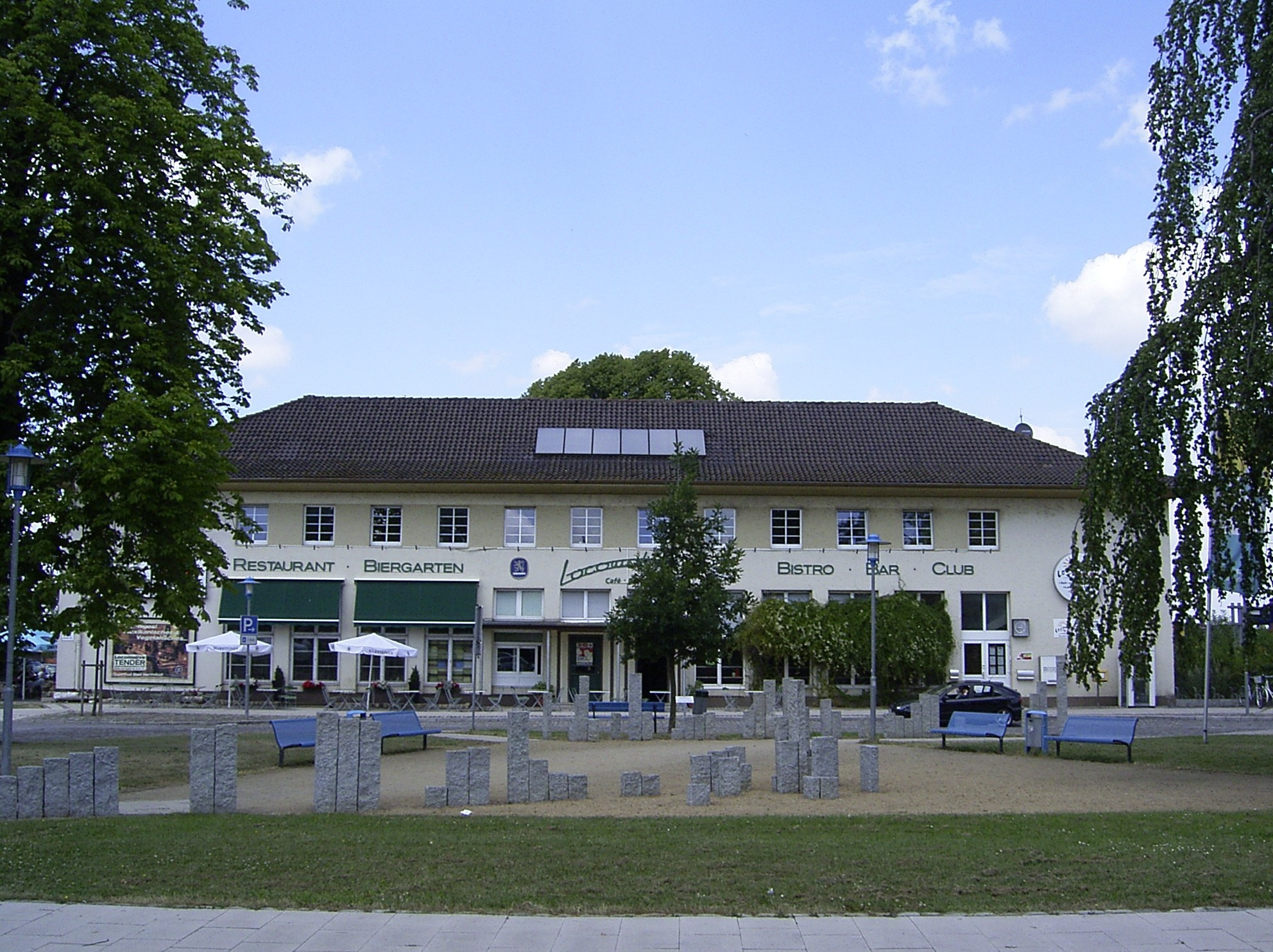
バート・ネンドルフ駅

バート・ネンドルフは連邦アウトバーンA2号線、連邦道B65号線、B442号線沿いに位置している。バート・ネンドルフ駅はSバーンのハステ - ハノーファー線の駅である。ハノーファー＝ランゲンハーゲン空港へは車で30分ほどである。

### 地元企業
- Bioclimatic（空気浄化・殺菌装置）
- クンケル・トラス製造
- ハインリヒ家具
- クノーヒェ機械製造GmbH（農業機械）

### メディア
- ドイツ人命救助協会 (DLRG) の出版・販売
- シャウムブルガー・ナハリヒテン、地方版

### 公共施設
- バート・ネンドルフはドイツ人命救助協会 (DLRG) の連邦オフィス所在地であり、連邦訓練センターや会議ホテルを有する本部がある。
- 旧駅前の青少年センター

### 病院
- クリニーク・ニーダーザクセン: 神経学リハビリテーション、神経・整形外科、臨床神経心理学、整形外科、内科、循環器科、リウマチ科。神経科、内科、整形外科の移動診療所がある。
- バート・ネンドルフのロイマ・クリニーク（リウマチ病院）

### スポーツと余暇
- バート・ネンドルフのラントグラーフェンテルメ（方伯浴場）
- 日光浴室とサウナを有するバート・ネンドルフの屋内プール
- バート・ネンドルフのスポーツセンター
- スポーツパーク
- リーペンとヴァルトリングハウゼンの体育館と運動場
- バート・ネンドルフ、リーペン、ヴァルトリングハウゼンのテニスコート
- クアパークの3面のブール場
- ズートフェルトのゴルフ場（計画中）
- ミニゴルフ場
- 映画館クアリヒトシュピーレ
- 一般公開されているプロテスタントの図書館がある交流館
- インドア・サッカー施設
- VfL Dorado

### 教育
- ハステの基礎課程学校
- バート・ネンドルフの基礎課程学校「ベルリン・シューレ」
- CDJシューレ・シュラフホルスト・アンダーゼン・バート・ネンドルフ
- ギムナジウム・バート・エンドルフ（ベルギーやフランスをはじめ6カ国のヨーロッパの国と交流があるヨーロッパスクールである）
- DLRG連邦訓練所

## 人物

### ゆかりの人物
- ヘッセン＝カッセル方伯ヴィルヘルム9世（1743年 - 1821年）温泉の創設者。
- ジェローム・ボナパルト（1784年 - 1860年）1807年から1813年までヴェストファーレン王で、その治世中にしばしばバート・ネンドルフに湯治に訪れた。彼は泥風呂を建設し（1809年）、温泉施設を拡充した[3]。
- ディーター・ヘッキング（1964年 - ）サッカー選手、監督。バート・ネンドルフ在住。

## 引用
1. ↑  Landesamt für Statistik Niedersachsen, LSN-Online Regionaldatenbank, Tabelle A100001G: Fortschreibung des Bevölkerungsstandes, Stand 31. Dezember 2023
2. ↑  Ausführlich: Matthias Blazek: Feuerwehrwesen im Landkreis Schaumburg im 19. Jahrhundert. 2. aktualisierte und ergänzte Auflage. Adelheidsdorf 2002, pp. 32 - .
3. ↑  Matthias Blazek: Das Kurfürstentum Hannover und die Jahre der Fremdherrschaft 1803-1813. ibidem, Stuttgart 2007, ISBN 978-3-89821-777-4, p. 31.